# کفشک‌ماهیان راستین
کَفشَک‌ماهیان راستین یا کَفشَک‌ماهیان اصلی (به لاتین: Soleidae) (به انگلیسی: True soles)، یکی از خانواده‌های ماهیان است. این خانواده از راستهٔ کفشک‌ماهی‌سانان (Pleuronectiformes) است.
گونه‌ای از این ماهیان به نام کفشک گرد در سراسر دریای عمان و بخش شرقی خلیج فارس تا بندر بوشهر زیست می‌کند. چشمان این ماهی‌ها نیز در آغاز زندگی مانند دیگر ماهیان در دو سوی بدن‌شان جای دارند، ولی هر چه که به بلوغ نزدیک می‌شوند، چشم دیگرشان که کاربردی نداشته و در زیر بدن آنان جای دارد، به پهلوی روی بدن و نیم‌رخ رو به آب آنان کوچ می‌کند تا هر دو چشم به‌کار گرفته شوند.
این ماهیان کف‌زی هستند و از سخت‌پوستان و دیگر بی‌مهرگان تغذیه می‌کنند.

## ریخت‌شناسی
بدن این ماهیان به شکل بیضوی فشرده با پولک‌های ریز کتِنوئیدی است. طول استاندارد آنها بین ۱۰ تا ۷۰ سانتیمتر متغیر است. باله پشتی و مخرجی در بیشتر گونه‌ها فاقد شعاع سخت بوده و به باله دمی متصل نمی‌شوند. خط جانبی در اکثر گونه‌ها مستقیم و کامل است.

## پراکنش و زیستگاه
این خانواده در آب‌های گرمسیری و معتدل سراسر جهان به‌جز قطب جنوب یافت می‌شود. بیشترین تنوع گونه‌ای در منطقه هند-آرام (حدود ۶۰ گونه) گزارش شده است. عمق زیست آنها از آب‌های ساحلی کم‌عمق تا ۵۰۰ متری متغیر است و برخی گونه‌ها مانند Bathysolea profundicola به عنوان گونه‌های ژرفادوست شناخته می‌شوند.

## تولیدمثل
اکثر گونه‌ها تخم‌گذاران دریایی هستند که تخم‌های پلاژیک تولید می‌کنند. لاروها در ابتدا متقارن بوده و پس از گذراندن دگردیسی، یک چشم به طرف دیگر مهاجرت می‌کند. دوره دگردیسی در گونه Solea solea حدود ۳۰ روز طول می‌کشد.

## اهمیت اقتصادی
برخی گونه‌ها مانند Solea solea (کفشک معمولی) از ماهیان باارزش تجاری هستند و در اروپا سالانه بیش از ۲۰ هزار تن از آنها صید می‌شود. در ایران نیز گونه Euryglossa orientalis (کفشک زبانی) به صورت سنتی در خلیج فارس صید می‌شود.

## گونه‌ها
پایگاه داده «فیش‌بیس» این خانواده را به ۱۳۵ گونه در ۲۸ سرده بخش می‌کند.

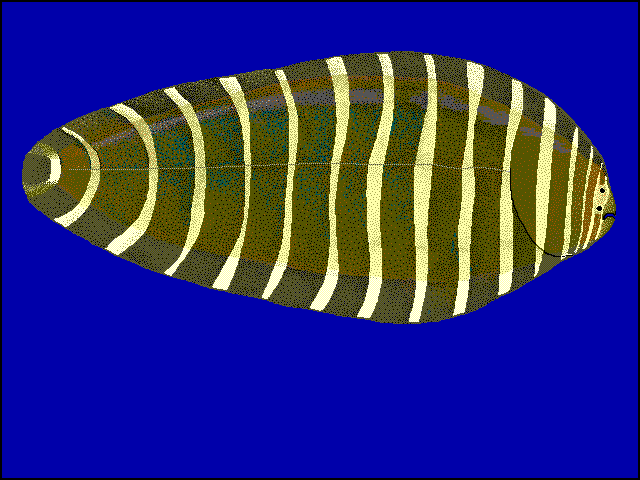
کفشک تک‌شاخ، Aesopia cornuta